# Gunnar Myrdal
Gunnar Myrdal (n. 6 decembrie 1898, Skattunge Parish⁠(d), Suedia – d. 17 mai 1987, parohia Danderyd⁠(d), Comitatul Stockholm, Suedia) a fost un economist și politician suedez, reprezentant al Școlii de la Stockholm, laureat al Premiului Nobel pentru economie (1974).